# Ахо (село)
Ахо (груз. ახო) — село в Грузії.
За даними перепису населення 2014 року в селі проживає 594 особи.